# Арена, Брюс
Брюс Аре́на (англ. Bruce Arena; 21 сентября 1951, Бруклин, Нью-Йорк, Нью-Йорк, США) — американский футболист, футбольный тренер и игрок в лякросс. Выступал на позиции вратаря. С 1998 по 2006 год и с 2016 года по октябрь 2017 года — главный тренер сборной США. Тренировал клубы MLS — «Ди Си Юнайтед», «Нью-Йорк Ред Буллз», «Лос-Анджелес Гэлакси» и «Нью-Инглэнд Революшн». Член Национального зала славы футбола США (включён в 2010 году).

## Игровая карьера

### Старшие классы и колледж
Брюс Арена родился в Бруклине, Нью-Йорк, но вырос на Лонг-Айленде, Нью-Йорк. Учился в средней школе Кэри. В то время как он был талантлив в нескольких видах спорта, он был слишком мал для американского футбола, поэтому он присоединился к футбольной команде школы в качестве защитника. Позже он встал в ворота, когда основной вратарь был травмирован после удара игрока другой школы во время игры. В то время, когда он учился в средней школе, он также играл один сезон за местный клуб «Хота» из Космополитической футбольной лиги Нью-Йорка.

### В сборной
15 ноября 1973 года провёл свой единственный матч в составе сборной США, заменив в товарищеской встрече с Израилем Боба Ригби.

### Лякросс
Играл в лякросс, участник двух чемпионатов мира: 1974 (чемпион), 1978 (финалист).

## Тренерская карьера
В течение 18 лет успешно тренировал футбольную команду Виргинского университета, которая выиграла пять национальных первенств с соотношением побед, ничьих и поражений 295/58/32.
3 января 1996 года Арена стал главным тренером клуба «Ди Си Юнайтед» из новообразованной высшей лиги США — MLS. За три года выиграл с клубом два Кубка MLS, Supporters’ Shield, Открытый кубок США, Кубок чемпионов КОНКАКАФ и Межамериканский кубок.
27 октября 1998 года Арена был назначен главным тренером сборной США. Под его руководством сборная вышла в четвертьфинал на чемпионате мира 2002 года, завоевала бронзовые медали на Кубке конфедераций 1999 года и выиграла два Золотых кубка КОНКАКАФ — в 2002 и 2005 годах, а в 2003 году заняла третье место. После того как на чемпионате мира 2006 года США не смогли выйти из группы, контракт с Ареной не был продлён.
18 июля 2006 года Арена был назначен главным тренером и спортивным директором «Нью-Йорк Ред Буллз». 5 ноября 2007 года Арена покинул «Ред Буллз» по обоюдному согласию сторон, после того как клуб выбыл из плей-офф в первом раунде второй сезон подряд.
18 августа 2008 года Арена занял должности главного тренера и генерального менеджера «Лос-Анджелес Гэлакси». С клубом трижды выиграл Кубок MLS и дважды — Supporters’ Shield.
22 ноября 2016 года Арена во второй раз в своей карьере возглавил сборную США. После того как команда впервые за 32 года не вышла в финальную часть чемпионата мира, Арена подал в отставку, взяв всю вину на себя.
14 мая 2019 года Арена был назначен спортивным директором и главным тренером «Нью-Инглэнд Революшн». В сезоне 2021 года клуб стал обладателем Supporters’ Shield с рекордом лиги в 73 очка. 1 августа 2023 года «Революшн» отправил Арену в административный отпуск на время рассмотрения MLS «неуместных высказываний». 9 сентября 2023 года Арена подал в отставку с постов главного тренера и спортивного директора «Революшн».

## Достижения
Как тренера
Командные
«Ди Си Юнайтед»
- Чемпион MLS (обладатель Кубка MLS): 1996, 1997
- Победитель регулярного чемпионата MLS: 1997
- Обладатель Открытого кубка США: 1996
- Обладатель Кубка чемпионов КОНКАКАФ: 1998
- Обладатель Межамериканского кубка: 1998

«Лос-Анджелес Гэлакси»
- Чемпион MLS (обладатель Кубка MLS): 2011, 2012, 2014
- Победитель регулярного чемпионата MLS: 2010, 2011

«Нью-Инглэнд Революшн»
- Победитель регулярного чемпионата MLS: 2021

США
- Обладатель Золотого кубка КОНКАКАФ: 2002, 2005, 2017

Индивидуальные
- Тренер года в MLS: 1997, 2009, 2011, 2021